# Somalijska plošča
Somalijska plošča je manjša tektonska plošča, ki sega čez ekvator na vzhodni polobli. Trenutno je v procesu ločevanja od Afriške plošče vzdolž Velikega tektonskega jarka. Njeno središče je približno na otoku Madagaskar in vključuje približno polovico vzhodne obale Afrike, od Adenskega zaliva na severu do Velikega tektonskega jarka. Južna meja z Nubijsko oz. Afriško ploščo je difuzna meja plošče, ki jo sestavlja plošča Lwandle.

## Geologija
Arabska plošča se proti severu razcepi in tvori Adenski zaliv. Indijska plošča, Avstralska plošča in Antarktična plošča se vse ločijo od somalijske plošče in tvorijo vzhodni Indijski ocean. Somalijsko-Indijski mejni greben je znan kot Carlsbergov greben. Somalijsko-avstralski mejni greben, ki se širi, je znan kot Osrednjeindijski greben. Somalijsko-Antarktični mejni greben je znan kot Jugozahodni indijski greben. Zahodna meja z Afriško ploščo se razmika in tvori Veliki tektonski jarek, ki se razteza proti jugu od trojnega stičišča v Afarskem trikotniku. Južna meja z Afriško ploščo je difuzna meja plošče s ploščo Lwandle. Sejšeli in Mascarenska planota se nahajajo severovzhodno od Madagaskarja.

## Tektonska zgodovina
Od 1,4 do 1,4–1,2 Ga je kibaranska orogeneza združila tanzanijski in kongovski kraton. Od 1000 do 600 Ma je nastala supercelina Gondvana in vseafriška orogeneza je zašila tanzanijski in kalaharijski kraton. Ločitev Gondvane se je zgodila med 190 in 47 milijoni let, od obale V Afrike je ločila Madagaskar Sejšele oz. Maskarensko planoto severovzhodno od Madagaskarja. Razkol Rdečega morja se je začel pred okrog 30 milijoni let s prvim ločevanjem pred okoli 20 milijoni let.